# Massacre de Novie Aldi
Le massacre de Novie Aldi est le meurtre de masse de civils tchétchènes lors d'une opération de nettoyage (zachistka) menée par les forces russes en exécutant sommairement des dizaines de civils.
Le village a été visé par des armes à sous-munitions un jour avant le massacre, et les résidents locaux ont été invités à sortir pour une inspection le lendemain. En entrant dans le village, les forces russes ont abattu leurs victimes de sang-froid, avec des tirs automatiques à bout portant. Les tueries ont été accompagnées de pillages, de viols, d'incendies criminels et de vols. À la suite du déchaînement meurtrier des forces russes, jusqu'à 82 civils ont été tués dans la frénésie,. Des maisons de civils ont ensuite été incendiées dans le but de détruire les preuves d'exécutions sommaires et d'autres crimes. Le pillage de la localité a eu lieu à grande échelle et de manière organisée.
L'enquête officielle sur le massacre d'Aldi établit que « l'opération de ratissage » a été menée par la police paramilitaire de l'OMON depuis la ville de Saint-Pétersbourg, dans le nord de la Russie (peut-être aussi depuis l'oblast de Riazan, dans le sud). En 2016, les autorités russes n'ont tenu personne pour responsable du crime. La culpabilité de l'État russe dans les meurtres d'Aldi et le déni de justice aux victimes a été formellement établie dans deux arrêts différents de la Cour européenne des droits de l'homme en 2006-2007.